# Органи державної влади
О́ргани держа́вної вла́ди — це ланка (елемент) механізму держави, що бере участь у виконанні функцій держави й наділений при цьому владними повноваженнями.

## Ознаки державних органів
1. Орган держави володіє певною самостійністю, автономією, проте він є частиною єдиного механізму держави, займає в державній машині своє місце і міцно пов'язаний з іншими її частинами.
2. Орган держави складається з державних службовців, які перебувають в особливих правовідносинах з органом.
Службовці держави безпосередньо не виробляють матеріальних благ, тому їх утримання покладається на суспільство.
3. Органи держави мають внутрішню будову (структуру). Вони складаються з підрозділів, скріплених єдністю цілей, заради досягнення яких утворені, і дисципліною, яку всі службовці зобов'язані дотримуватися.
4. Найважливішою ознакою органу держави є наявність у нього компетенції — владних правоспроможностей (сукупності прав і обов'язків) певного змісту та обсягу. Реалізація органом держави своєї компетенції — це не тільки його право, а й обов'язок.
5. Згідно зі своєю компетенцією орган держави володіє владними повноваженнями, які виражаються:
а) у можливості видавати обов'язкові до виконання правові акти. Ці акти можуть бути нормативними або індивідуально-визначеними (акти застосування норм права);
б) у забезпеченні виконання правових актів органів держави шляхом застосування різних методів, в тому числі методів примусу.
6. Для здійснення своєї компетенції орган держави наділяється необхідною матеріальною базою, має фінансові кошти, свій рахунок у банку, джерело фінансування (з бюджету)[2].
7. Нарешті, орган держави бере активну участь в реалізації функцій держави, використовуючи для цього відповідні форми і методи[3].

## Види державних органів
За обсягом владних повноважень органи держави класифікуються на центральні (вищі) та місцеві. Щоправда, не всі місцеві органи є державними (наприклад, органи місцевого самоврядування).
За широтою компетенції виділяються органи держави загальної і спеціальної компетенції.
За способом формування: виборні і призначувані; за порядком функціонування й ухвалення рішень: колегіальні й одноособові.
На механізм держави, класифікацію його вищих органів справляє безпосередній уплив принцип поділу влади, відповідно до якого створюються законодавчі, виконавчі і судові органи.
Проте не можна стверджувати, що всі державні органи можна розподілити на законодавчі, виконавчі і судові. Механізм сучасної держави є значно більш складним, розгалуженим, тому можна виділити такі типові державні органи:
- глава держави (президент, монарх, іноді — колегіальний орган[5])
- органи законодавчої влади — парламент (парламенти різного рівня — у федеративних державах)
- органи виконавчої влади (уряд, міністерства, відомства, органи державного управління на місцях)
- органи судової влади — уся судова система країни
- силові органи — поліція, органи державної безпеки, прокуратура, збройні сили та ін.

## В Україні
Керуючись наведеною вище схемою, можна назвати приблизний перелік державних органів України за категоріями:
1. Президент України
2. Верховна Рада України
3. Кабінет Міністрів України, інші центральні органи виконавчої влади України
4. Конституційний Суд України, суди загальної юрисдикції
5. Правоохоронні органи
6. інші центральні органи, що відповідають наведеним вище ознакам[6]
7. місцеві державні адміністрації, інші органи державного управління в адміністративно-територіальних одиницях України.